# Helden
Helden é um filme de drama alemão de 1958 dirigido por Franz Peter Wirth. Foi indicado ao Oscar de melhor filme estrangeiro na edição de 1959, representando a Alemanha Ocidental.

## Elenco
- O. W. Fischer – Hauptmann Bluntschli
- Liselotte Pulver – Raina Petkoff
- Ellen Schwiers – Louka
- Jan Hendriks – Leutnant Sergius Slivitzna
- Ljuba Welitsch – Katharina
- Kurt Kasznar – Petkoff
- Manfred Inger – Nicola
- Horst Tappert
- Hans Clarin